# 山定縣
山定縣，是明代交阯承宣布政使司下轄的一個縣。

## 沿革[1][2]
原名山明縣，永樂五年六月癸未改名置山定縣，屬交州府威蠻州領，設稅課局，並在山定設河泊所。永樂六年十月己亥，革其地入威蠻州，治可能在今越南河西省應和縣南，永樂十三年八月丁亥，革山定河泊所。